# Ecovis International
ECOVIS International ist ein globales Netzwerk mit Schwerpunkt auf Wirtschaftsprüfung, Rechts-, Steuer- und Unternehmensberatung. ECOVIS International wurde 2008 als Schweizer Verein mit Sitz in Zürich gegründet. Der Name „Ecovis“ setzt sich zusammen aus Economy und Vision. Die Mitglieder von ECOVIS International sind rechtlich und finanziell selbständig.
2024 arbeiteten bei Mitgliedern von ECOVIS International über 16.000 Angestellte in mehr als 90 Ländern. Das britische Online-Magazin Accountancy Age listet ECOVIS International unter den 15 größten Wirtschaftsprüfern weltweit. Das International Accounting Bulletin berechnete für ECOVIS International im gleichen Jahr einen Umsatz von 3.202,9 Millionen Euro (assoziierte US-Partner inbegriffen).
Klienten von ECOVIS International sind vor allem mittelständische Unternehmen (KMU) und Familienbetriebe.
Im Januar 2019 trat ECOVIS International dem Forum of Firms (FoF) bei. Das FoF ist eine unabhängige Vereinigung internationaler Netzwerke von Unternehmen, die länderübergreifende Audits durchführen. Ein Ziel des FoF ist die Etablierung internationaler Standards für Jahresabschlüsse.

## Geschichte

### Die Gründung von Ecovis in Deutschland
2003 gründeten zwei Steuerberatungsgesellschaften mit starken regionalen Wurzeln Ecovis als strategische Partnerschaft. Die Anfänge von Ecovis reichen bis ins Jahr 1909 zurück.
2007 erzielte Ecovis in Deutschland einen Jahresumsatz von 99 Millionen Euro. Für die Jahre 2006 und 2007 klassifizierte der Wirtschaftswissenschaftler Rafael J. Weber Ecovis noch als „mittelgroße“ Wirtschaftsprüfungsgesellschaft. Als mittelgroß bezeichnete Weber solche Wirtschaftsprüfer, die jährlich 25 bis 65 Jahresabschlüsse testierten.
Heute ist Ecovis in Deutschland mit mehr als 2.500 Mitarbeitern an über 100 Standorten vertreten. 2024 erzielte Ecovis in Deutschland einen Umsatz von 303,1 Millionen Euro.

### Die Expansion von ECOVIS International
ECOVIS International wurde am 28. Mai 2008 als Verein ins Handelsregister des Kantons Zürich eingetragen. Seitdem hat ECOVIS International seine weltweite Präsenz kontinuierlich ausgebaut. Der US-Wirtschaftsprüfer Marcum LLP trat ECOVIS International 2016 als assoziierter Partner bei.
Der Vereinszweck besteht in der „Entwicklung der internationalen ECOVIS Gruppe“ und der „Förderung der wirtschaftlichen Interessen seiner Mitglieder und der Zusammenarbeit auf allen fachlichen und organisatorischen Ebenen.“

## Globale Struktur
ECOVIS International ist ein Zusammenschluss rechtlich unabhängiger Unternehmen mit eigenem Klientenstamm.
ECOVIS International wird durch einen Vorstand und einen Aufsichtsrat vertreten. Kay Friedrich Thomsen ist seit der Gründung im Jahr 2008 Präsident von ECOVIS International.

## Gesellschaftliches Engagement
Ecovis & friends wurde 2013 als gemeinnützige Stiftung in München gegründet. Der Stiftungszweck besteht in der Unterstützung Heranwachsender mit Schwerpunkt auf Bildung, Kultur und Gesundheit.